# Meisterschwanden–Seerose
Meisterschwanden–Seerose bezeichnet einen archäologischen Fundplatz in Meisterschwanden im Schweizer Kanton Aargau. Es handelt sich dabei um eine Seeufersiedlung (auch Pfahlbauerdorf oder Palafitte genannt) im Hallwilersee aus der Jungsteinzeit (4. bis 3. Jt. v. Chr.). Die Fundstelle ist nicht als Welterbe ausgewiesen, aber als assoziierte Fundstelle des UNESCO-Welterbes «Prähistorische Pfahlbauten um die Alpen» anerkannt und geschützt.

## Entdeckung und Erforschung
Der Siedlungsplatz wurde vermutlich 1911 von Böschenstein entdeckt, als der Hallwilersee einen ausserordentlich tiefen Wasserstand aufwies. Er liegt wenig südlich des Restaurant und Hotel Seerose, ca. 30 m vom Ufer entfernt ca. 1,5 bis 2,5 m unter Wasser (bei Wasserstand von 1911).
Bis heute liegen nur Lesefunde vor, die eine jungsteinzeitliche Datierung nahelegen. Eine genauere Datierung ist vorläufig aber nicht möglich. Othmar Wey (1990) berichtet, dass er ein paar Steinbeilklingen dieses Fundplatzes einsehen konnte, das übrige Fundmaterial sei jedoch verschollen.
Jakob Heierli berichtet in einem Tagebucheintrag vom 18. März 1912, dass eine Brücke mit zwei Reihen von Stützpfählen sichtbar war, die «etwa in die Mitte des äusseren Erlenhölzli» führte.
Seit 1996 werden die Reste der Siedlung im Auftrag der Kantonsarchäologie Aargau regelmässig von Forschungstauchern kontrolliert. Einige Funde werden heute (2019) im Museum Burghalde in Lenzburg ausgestellt.

## Online-Quellen
- Gemeinde Meisterschwanden: Geschichte (abgerufen am 22. Juli 2019)
- Gemeinde Meisterschwanden: Pfahlbauten (abgerufen am 24. Juli 2019)
- Felix Müller: Meisterschwanden. In: Historisches Lexikon der Schweiz.  23. Oktober 2008.